# Lista de bispos portugueses ordenados no século XV
Esta é uma lista de bispos católicos portugueses ordenados no século XV. No século XV foram criados 5 Cardeais portugueses.

## Cardeais
| Prelado                                    | Vida                   | Cardinalato | Título                                                           | Carreira |
| ------------------------------------------ | ---------------------- | --- | ---------------------------------------------------------------- | --- |
| D. Pedro da Fonseca                        | Séc. XIV–1422          | 1409 Antipapa Bento XIII 1419 Papa Martinho V Cardeal-Diácono de Santo Ângelo em Pescheria | Bispo de Siguenza                                                | 1414–1418 Bispo de Astorga 1419–1422 Bispo de Siguenza |
| D. João Afonso de Azambuja                 | 1340–1415 († 75 anos)  | 1411 – Gregório XII Cardeal-Presbítero de São Pedro Acorrentado | Arcebispo de Lisboa                                              | 1389–1390 Bispo do Algarve 1391–1398 Bispo do Porto 1398–1402 Bispo de Coimbra 1402–1415 Arcebispo de Lisboa |
| D. Antão Martins de Chaves                 | ?–1447                 | 1439 – Eugénio IV Cardeal-Presbítero de São Crisógono | Bispo do Porto Arcipreste da Arquibasílica de São João de Latrão | 1423–1447 Bispo do Porto 1444–1447 Arcipreste da Arquibasílica de São João de Latrão |
| Infante D. Jaime de Portugal               | 1433–1459 († 25 anos)  | 1456 – Calisto III Cardeal-Diácono de Santo Eustáquio | Arcebispo de Lisboa                                              | 1453–1459 Arcebispo de Lisboa |
| D. Jorge da Costa, o Cardeal de Alpedrinha | 1406–1508 († 102 anos) | 1476 (in pectore) 1476 (revelado) – Sisto IV Cardeal-Presbítero de Santos Marcelino e Pedro (1476-1484) Santa Maria além do Tibre (1484-1489) São Lourenço em Lucina (1489-1508) Albano (1491-1501) Frascati (1501-1503) Porto e Santa Rufina (1503-1508) | Arcebispo Primaz de Braga Camerlengo do Colégio de Cardeais      | 1463–1464 Bispo de Évora 1463 Regente do Reino 1464–1500 Arcebispo de Lisboa 1475–1505 Abade de Alcobaça 1477–1505 Prior de Guimarães 1477–1479 Bispo de Ceuta Protector da Universidade de Lisboa Abade de S. João de Tarouca Prior do Crato 1481–1486 Bispo do Algarve 1486–1488 Arcebispo Primaz de Braga 1486–1487 Camerlengo do Colégio de Cardeais 1501–1505 Arcebispo Primaz de Braga 1503–1505 Bispo do Porto 1505 Bispo de Viseu |

## Bispos Diocesanos
| Prelado                     | Vida  | Título         | Carreira                                                                     |
| --------------------------- | ----- | -------------- | ---------------------------------------------------------------------------- |
| D. Álvaro de Abreu Falcão   |       | Bispo de Évora | 1419–1421 Bispo de Lamego 1421–1429 Bispo de Silves 1429–1440 Bispo de Évora |
| D. Garcia de Menezes        | –1430 | Bispo de Viseu | 1418–1421 Bispo de Silves 1421–1426 Bispo de Lamego 1430–1439 Bispo de Viseu |
| D. Luís Gonçalves de Amaral | –1444 | Bispo de Viseu | 1426–1430 Bispo de Lamego 1430–1439 Bispo de Viseu                           |